# Роковое число 23
Роковое число 23 (англ. The Number 23) — психологический триллер режиссёра Джоэла Шумахера 2007 года.

## Сюжет
Сотрудник службы по отлову бездомных животных Уолтер Спэрроу берётся за чтение загадочного романа «Число 23» («The Number 23»), который подарила ему на день рождения его жена Агата. В итоге тихая и спокойная жизнь Уолтера превращается в невыносимые муки, которые могут привести и его, и близких ему людей к самому печальному концу. Дело в том, что роман, в котором рассказывается о жутком убийстве, представляет собой зеркальное отражение жизни самого Уолтера.
То, что происходит с главным героем книги, угрюмым детективом Фингерлингом, слишком уж напоминает Уолтеру его собственную судьбу. По мере того, как описанные в романе события начинают повторяться в его реальной жизни, Уолтер, как и Фингерлинг, попадает под странную власть числа 23, которое он видит повсюду. В конце концов он приходит к убеждению, что ему суждено совершить такое же чудовищное убийство, какое совершил Фингерлинг. Пытаясь разгадать тайну числа, Уолтер приходит к могиле некой Лоры Толлинз. Священник сообщает ему, что могила Лоры Толлинз, без вести пропавшей, когда ей было 23 года, на самом деле пуста, а тело не найдено. Вернувшись домой, Уолтер рассказывает обеспокоенным жене и сыну свою версию того, кто и с какой целью написал книгу. Он утверждает, что книга является тайным признанием Кайла Финча — убийцы Лоры, находящегося в тюрьме вот уже 15 лет. Уолтер навещает его в тюрьме, чтобы узнать, для чего он написал книгу, и в чём смысл числа 23, но приходит к выводу, что Финч не её автор и что он не виновен в убийстве. В это время сын Уолтера находит в конце книги скрытый почтовый адрес. Уолтер вместе с семьёй решает отправить автору 23 пустых коробки, чтобы затем выследить его на почте при их получении. Получателем оказывается старик, который при встрече с ними ведёт себя странно и пытается спастись бегством. Догнав старика, Уолтер требует от него ответов, но тот перерезает себе горло. Агата остаётся с умирающим стариком, прося Уолтера отвезти сына домой. Старик перед смертью говорит Агате о клинике доктора Натаниэла, где он сам был доктором, и где она сможет получить ответы. Вернувшись домой, Уолтер и его сын Робин обнаруживают скрытое послание, взяв каждое 23-е слово книги, и отправляются в парк Казанова, чтобы найти в нём «Ступени на Небеса». Найдя нужное место, они выкапывают человеческий скелет. Но пока они едут за полицией, скелет пропадает.
Вернувшись утром домой, они встречают Агату. Увидев её руки в грязи, Уолтер понимает, что это она спрятала скелет. Он обвиняет её в том, что она является убийцей и автором книги. Агата говорит ему, что автором романа «Число 23» является сам Уолтер, и показывает ему черновую копию романа с его подписью, а также другие вещи Уолтера, найденные ею в клинике доктора Натаниэла. Уолтер впадает в состояние шока и бежит из дома в номер 23 местного отеля, который незадолго перед этим снимал. Там за обоями он обнаруживает последнюю, 23-ю главу романа, отсутствующую в книге. Прочитав её, он вспоминает своё прошлое. Он понимает, что Лора Толлинз была 15 лет назад его девушкой, которую он сильно любил, но, после того как она бросила его и ушла к Кайлу Финчу, он убил её ножом, а тело закопал в парке Казанова. Кайла Финча, пришедшего к ней после убийства и дотронувшегося до ножа, обвинили в преступлении и посадили в тюрьму. Скрывшийся Уолтер начал сходить с ума из-за преследующего его числа 23. Он видел его везде с момента самоубийства своего отца, свидетелем которого стал в детстве. Тот оставил это число в своей предсмертной записке. Находясь в номере отеля, Уолтер написал книгу «Число 23», где в образе Фингерлинга и его жизни описал свою судьбу. После окончания книги он совершил попытку самоубийства, выбросившись из окна. Сильная травма головы не привела к смерти, но позволила забыть о случившихся с ним несчастьях. Его поместили в клинику доктора Натаниэла, где он прошёл лечение и позже выписался. После этого он встретил Агату и зажил нормальной жизнью, не помня о прошлом. Рукопись же книги «Число 23» присвоил и издал один из врачей клиники, тот самый старик. Прочитав книгу, он сам сошёл с ума.
Восстановив память, Уолтер приходит в ужас от осознания того, что он убийца. Он понимает, что книга нашла его спустя 13 лет, чтобы воздать ему по заслугам. Он боится совершить новые преступления, но его жена Агата даёт понять ему, что он уже не тот Уолтер, который убил девушку и написал «Число 23», а новый человек, у которого есть семья и дом. Уолтеру удаётся пережить шок. Он воссоединяется с семьёй, после чего идёт в полицию и признаётся в содеянном преступлении, чтобы снять обвинения с невиновного человека.

## В ролях
- Джим Керри — Уолтер Пол Спэрроу / Фингерлинг
- Пол Батчер — Юный Фингерлинг / Юный Уолтер
- Вирджиния Мэдсен — Агата Пинк Спэрроу / Фабриция
- Логан Лерман — Робин Спэрроу
- Дэнни Хьюстон — Исаак Френч / Доктор Майлз Феникс
- Линн Коллинз — Изабель Лидия Хант (Суицидальная блондинка) / Миссис Добкинс / Мать Фингерлинга в молодости
- Рона Митра — Лора Толлинс
- Мишель Артур — Сибил
- Марк Пеллегрино — Кайл Флинч
- Кори Столл — Сержант Бёрнс
- Эд Лоутер — Отец Себастьян
- Трой Коцур — Барнаби, садовник отца Себастьяна
- Патриция Белчер — Доктор Элис Мортимер
- Рудольф Уиллридж — Доктор Натаниэль
- Джон Финк — Отец Уолтера в молодости / Отец Фингерлинга в молодости
- Керри Хойт — Отец Суицидальной Блондинки
- Дженифер Ли Грэфтон — Мать Суицидальной Блондинки